# Lake Morton-Berrydale
Lake Morton-Berrydale is een plaats (census-designated place) in de Amerikaanse staat Washington, en valt bestuurlijk gezien onder King County.

## Demografie
Bij de volkstelling in 2000 werd het aantal inwoners vastgesteld op 9659.

## Geografie
Volgens het United States Census Bureau beslaat de plaats een oppervlakte van
32,6 km², waarvan 32,3 km² land en 0,3 km² water.

## Plaatsen in de nabije omgeving
De onderstaande figuur toont nabijgelegen plaatsen in een straal van 12 km rond Lake Morton-Berrydale.